# Volkswagen Typ 122
Der Volkswagen Typ 122 ist ein Vierzylinder-Ottomotor von Volkswagen mit 1192 cm3 Hubraum, der von 1950 bis 1991 gebaut wurde. Er wurde in Fahrzeugen wie dem VW Käfer, dem VW T1 und dem VW Karmann-Ghia Typ 14 verwendet sowie als Industriemotor angeboten, wie beispielsweise in Tragkraftspritzen für Feuerwehren, in Mähdreschern, als Hilfsantrieb in Oberleitungsbussen und als Kompressorantrieb in Zementsilofahrzeugen.

## Technik
Der VW 122 ist ein Viertakt-Ottomotor mit vier Zylindern in Boxer-Anordnung und Luftkühlung. Er basiert im Wesentlichen auf dem 1131-cm3-Motor des Typ 1, von dem er sich durch eine größere Bohrung von 77 mm unterscheidet. Der Kolbenhub beträgt 64 mm, somit ergeben sich die 1192 cm3 Hubraum. Blickt man von der Auspuffseite auf den Motor, so befindet sich Zylinder 1 vorne rechts, Zylinder 2 hinten rechts, Zylinder 3 vorne links und Zylinder 4 hinten links. Die Zündreihenfolge ist 1-4-3-2. Je nach Vergaser, Kraftstoff, Verdichtungsverhältnis und Reglereinstellung leistet der Motor zwischen 18 und 25 kW. Ein technisch sehr ähnlicher Motor ist der Typ 126, dessen Hubraum 1584 cm3 beträgt.

### Kurbelgehäuse und Kurbeltrieb

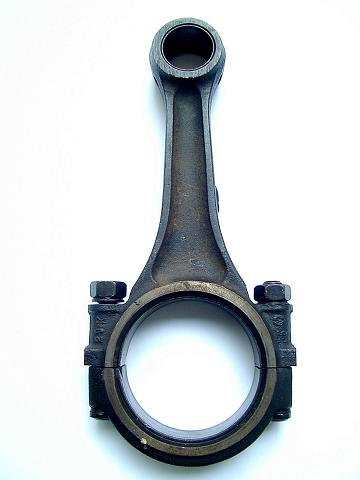
VW-Motor-Pleuel

Das Kurbelgehäuse des Motors ist aus einer Magnesiumlegierung gegossen, bis 1968 wurden die Legierungen AZ91 und AZ81 verwendet, danach AS41 und AS21, die von Norsk Hydro und Dow Chemical in Zusammenarbeit mit der TU Hannover entwickelt worden waren. Der Durchmesser der Stehbolzen des Kurbelgehäuses wurde ab 1975 von 10 auf 8 mm herabgesetzt. Je zwei einzelne Zylinder aus Grauguss liegen nebeneinander und teilen sich einen Zylinderkopf aus einer Aluminiumlegierung. Die ebenfalls aus einer Aluminiumlegierung hergestellten Kolben haben Stahleinsätze (Autothermikkolben) und übertragen die Kraft über Pleuel auf die Kurbelwelle. Die aus Stahl gesenkgeschmiedeten Pleuel haben einen I-Schaft; der Pleuelfuß ist gerade geteilt. Die gesenkgeschmiedete Kurbelwelle ohne Gegengewichte ist vierfach gelagert und hat brenngehärtete Lagerzapfen.

### Ventiltrieb und Motorbetrieb
Die Kurbelwelle treibt über Stirnräder eine im Kurbelgehäuse liegende Nockenwelle an, die über Stößel, Stoßstangen und Kipphebel je Zylinder zwei Ventile betätigt. Der Teller des Einlassventils hat einen Durchmesser von 31,5 mm, der des Auslassventils ist mit 30 mm etwas kleiner. Das Kraftstoff-Luft-Gemisch wird von einem Fallstromvergaser des Typs Solex 28 PCI oder in den leistungsgesteigerten Motoren von einem Solex 28 PICT aufbereitet, bevor es über die Ventile in die Zylinder strömt. Die Drosselklappe im Vergaser wird durch den Gaszug betätigt; bei stationären Motoren von einem Drehzahlregler, der über einen Synchroflex-Zahnriemen angetrieben wird; es gibt den Motor sowohl mit Fliehkraftregler als auch mit einem pneumatischen Drehzahlbegrenzer. Die Ansaugluft wird von einem Ölbadluftfilter gereinigt. Das Standardzündsystem des Motors ist ein Magnetzündsystem, es ist aber auch eine Batteriezündung verfügbar. Hersteller der Zündkerzen waren Bosch und Beru. Das Schwungrad des Motors erfüllt auch die Funktion einer Anpressfläche für die Reibbeläge der Kupplung. Es ist mit der Verzahnung für den Anlasser versehen. Darüber hinaus kann der Motor auch mit einer Handkurbel angelassen werden.

### Schmierung und Kühlung
Der Motor hat eine Druckumlaufschmierung. Das Öl wird von einer von der Nockenwelle angetriebenen Zahnradpumpe aus dem Ölsumpf angesaugt und dabei über ein Ölsieb im Kurbelgehäuse grob gereinigt. Dann fließt das Öl durch einen Ölkühler zu den Schmierpunkten des Motors. Ein Öldruckventil öffnet, wenn die Viskosität des Öls (zum Beispiel durch niedrige Temperaturen) zu groß ist, damit es den Ölkühler umgehen kann. Dadurch erhitzt sich das Öl und die Viskosität nimmt ab. Der Ölkreislauf fasst 2,5 Liter.
Gekühlt wird der Motor mit einem Radial-Kühlgebläse, das von der Kurbelwelle aus mit einem Keilriemen angetrieben wird. Der Lüfter ist auf der mit dauergeschmierten Kugellagern ausgerüsteten Ankerwelle der Lichtmaschine befestigt. Bei den Versionen ohne Lichtmaschine hat die Lüfterwelle Wälzlager, die über Schmiernippel nachgeschmiert werden können. Die Kühlluft wird vom Lüfterrad durch eine Öffnung vorn im Gebläsegehäuse angesaugt und über Luftleitplatten den gerippten Zylindern zugeführt. Die Spannung des Lüfterradriemens kann an der oberen Riemenscheibe mit Distanzscheiben eingestellt werden. Die Kühlluftmenge wird mit einem thermostatgesteuerten Drosselring im Lüftergehäuse geregelt.

## Öle
Nachfolgend sind die Motorölviskositätsklassen in Abhängigkeit von der Außentemperatur gelistet.
| Temperatur | Einbereichsöle      | Einbereichsöle | Einbereichsöle      | Einbereichsöle      | Mehrbereichsöle             | Mehrbereichsöle | Mehrbereichsöle | Mehrbereichsöle | Leichtlauföle |
| 40 °C      | SAE40               |                |                     |                     |                             |                 |                 |                 |               |
| 35 °C      | SAE40               |                |                     |                     |                             |                 |                 |                 |               |
| 30 °C      | SAE40               | SAE30          | SAE20W-50 SAE20W-40 | SAE15W-50 SAE15W-40 | Leichtlauföl VW-Norm 500 00 |                 |                 |                 |               |
| 25 °C      | SAE40               | SAE30          | SAE20W-50 SAE20W-40 | SAE15W-50 SAE15W-40 | Leichtlauföl VW-Norm 500 00 |                 |                 |                 |               |
| 20 °C      |                     | SAE30          | SAE20W-50 SAE20W-40 | SAE15W-50 SAE15W-40 | Leichtlauföl VW-Norm 500 00 |                 |                 |                 |               |
| 15 °C      | SAE10W-50 SAE10W-40 | SAE30          | SAE20W-50 SAE20W-40 | SAE15W-50 SAE15W-40 | Leichtlauföl VW-Norm 500 00 |                 |                 |                 |               |
| 10 °C      | SAE10W-50 SAE10W-40 | SAE30          | SAE20W-50 SAE20W-40 | SAE15W-50 SAE15W-40 | Leichtlauföl VW-Norm 500 00 | SAE20 / W20     |                 |                 |               |
| 05 °C      | SAE10W-50 SAE10W-40 | SAE30          | SAE20W-50 SAE20W-40 | SAE15W-50 SAE15W-40 | Leichtlauföl VW-Norm 500 00 | SAE20 / W20     |                 |                 |               |
| 00 °C      | SAE10W-50 SAE10W-40 |                | SAE20W-50 SAE20W-40 | SAE15W-50 SAE15W-40 | Leichtlauföl VW-Norm 500 00 | SAE20 / W20     |                 |                 |               |
| −5 °C      | SAE10W-50 SAE10W-40 | SAE10W         | SAE20W-50 SAE20W-40 | SAE15W-50 SAE15W-40 | Leichtlauföl VW-Norm 500 00 | SAE20 / W20     |                 |                 |               |
| −10 °C0    | SAE10W-50 SAE10W-40 | SAE10W         |                     | SAE15W-50 SAE15W-40 | Leichtlauföl VW-Norm 500 00 |                 | SAE5W20 SAE5W30 |                 |               |
| −15 °C0    | SAE10W-50 SAE10W-40 | SAE10W         |                     |                     | Leichtlauföl VW-Norm 500 00 |                 | SAE5W20 SAE5W30 |                 |               |
| −20 °C0    |                     |                |                     |                     |                             |                 | SAE5W20 SAE5W30 |                 |               |
| −25 °C0    |                     |                |                     |                     |                             |                 | SAE5W20 SAE5W30 |                 |               |
| −30 °C0    |                     |                |                     |                     |                             |                 |                 |                 |               |

## Technische Daten

### Allgemeine Daten
| Kenngrößen                     | VW Typ 122                                                        |
| Motortyp                       | Viertakt-Otto-Boxermotor                                          |
| Ventilsteuerung                | OHV                                                               |
| Kühlung                        | Luftkühlung mit Gebläse                                           |
| Vergaser                       | Solex 28 PCI oder Solex 28 PICT                                   |
| Mittlere Kolbengeschwindigkeit | 6,4 m/s bei 3000 min−1                                            |
| Verdichtungsverhältnis         | 7:1 oder 7,3:1                                                    |
| Bohrung × Hub                  | 77 × 64 mm                                                        |
| Hubraum                        | 1192 cm3                                                          |
| Kraftstoff                     | Vergaserkraftstoff 86 ROZ (7:1) Vergaserkraftstoff 87 ROZ (7,3:1) |
| Kühlluftvolumenstrom           | 485 dm3/s bei 3000 min−1                                          |
| Motormasse                     | 94 kg                                                             |
| Zündfolge                      | 1-4-3-2                                                           |
| Drehsinn                       | Entgegen dem Uhrzeigersinn                                        |
| Ventilspiel                    | 0,15 mm bei kaltem Motor                                          |
| Ölfüllmenge                    | 2,5 dm3                                                           |
| Zündzeitpunkt                  | 7,5° vor oberem Totpunkt                                          |

### Leistungsdaten (1950–1965)
| Kenngrößen                          | VW Typ 122/1 (1965)       |
| Vergaser                            | Solex 28/Solex 30         |
| Verdichtungsverhältnis              | 7:1                       |
| Kraftstoff                          | Vergaserkraftstoff 86 ROZ |
| Leistung bei 8 % Regelgenauigkeit   | 21,33 kW bei 3000 min−1   |
| Leistung bei 5 % Regelgenauigkeit   | 20,23 kW bei 3000 min−1   |
| Leistung ohne Drehzahlregler        | 22,8 kW bei 3000 min−1    |
| Drehmoment bei 8 % Regelgenauigkeit | 69,63 N·m bei 2000 min−1  |
| Drehmoment bei 5 % Regelgenauigkeit | 68,65 N·m bei 2000 min−1  |
| Drehmoment ohne Drehzahlregler      | 81,4 N·m bei 2000 min−1   |

### Leistungsdaten (1960–1991)
| Kenngrößen             | VW Typ 122/2 (ab 1960)    |
| Vergaser               | Solex 28 PICT             |
| Verdichtungsverhältnis | 7,3:1                     |
| Kraftstoff             | Vergaserkraftstoff 87 ROZ |
| Leistung               | 25 kW bei 3600 min−1      |
| Drehmoment             | 82,38 N·m bei 2000 min−1  |